# Ingo Weissenborn
Ingo Weissenborn, född den 29 november 1963 i Bernburg an der Saale, Tyskland, är en tysk fäktare som tog OS-guld i herrarnas lagtävling i florett i samband med de olympiska fäktningstävlingarna 1992 i Barcelona.